# Brief an Evita
Brief an Evita (span. Carta a Eva) ist ein zweiteiliger spanischer Spielfilm, der 2013 im Ersten Programm des spanischen Fernsehens ausgestrahlt wurde. Regie führte Agustí Villaronga. Thema ist die Reise der legendären First Lady Argentiniens Eva Perón nach Spanien im Jahr 1947, die als „Regenbogentour“ berühmt wurde.

## Handlung
Madrid, 1946: Das faschistische Spanien ist politisch isoliert. Argentiniens Präsident Perón verspricht dem hungernden „Mutterland“ Weizen, den Dank von General Franco (Jesús Castejón) will er aber nicht persönlich entgegennehmen. Er schickt seine vom Volk vergötterte Frau Eva (Julieta Cardinali) zum Staatsbesuch. Kurz vor ihrer Ankunft wird die Widerständlerin Juana Doña (Nora Navas) zum Tode verurteilt. Deren Mutter (Carmen Maura) will Eva Perón ein Gnadengesuch überreichen, denn Juana wollte mit einem Anschlag auf die argentinische Botschaft die Welt aufrütteln.
Der Zweiteiler ist zwar mit viel Dokumentarmaterial gespickt, ist aber dennoch kein historischer Diskurs, sondern eine Hymne an Zivilcourage in politischen Ausnahmesituationen.

### Episode 1
Madrid, Ende 1946: Unter der Herrschaft Francos ist Spanien in der Welt isoliert. Die Vereinten Nationen beschließen mit überwältigender Mehrheit, ihre Botschaften zu schließen, um das Land symbolisch zu boykottieren. Die politische Isolation geht mit Wirtschaftssanktionen einher, das Land bleibt vom Marshallplan ausgeschlossen. Nur das von Perón regierte Argentinien hält seine Vertretung in der spanischen Hauptstadt geöffnet. Mehr noch: Perón bietet Franco eine Weizenlieferung an, welche die Not der Bevölkerung lindern soll.
Zum Zeichen seines Dankes lädt Franco Perón zu einem Staatsbesuch nach Spanien ein. Doch Perón zögert, sich derart offen auf die Seite des faschistischen Herrschers zu stellen und damit den Zorn der Vereinigten Staaten auf sich zu ziehen. An seiner Stelle soll seine Ehefrau die Reise antreten: Eva Perón, genannt Evita, ehemalige Schauspielerin, die mit unerschütterlichem Engagement für das Wohl der Descamisados, der Ärmsten, kämpft.
Die Nachricht, dass anstelle Peróns seine Frau zum Staatsbesuch nach Spanien kommen wird, sorgt bei Francos Ehefrau Carmen Polo für Irritation. Die strenggläubige Katholikin befürchtet vom Besuch einer so verrufenen Person wie der Frau des argentinischen Präsidenten das Schlimmste für sich, ihre Tochter und das ganze Land.
Unterdessen kämpft die militante Kommunistin Juana Doña im Untergrund gegen das Franco-Regime. Als ein Anschlagsplan der kommunistischen Zelle, der Juana Doña angehört, fehlschlägt, entscheidet sie sich, das verbliebene Dynamit für einen Anschlag auf die argentinische Botschaft zu nutzen. Der Anschlag gelingt, doch Juana wird verhaftet und gefoltert, und schließlich zum Tode verurteilt.

### Episode 2
Am Tag von Evitas Ankunft in Madrid vibriert die spanische Hauptstadt vor Anspannung. Die erste Begegnung zwischen Evita und dem Ehepaar Franco verläuft problematisch: Die Steifheit der Francos und die Unbekümmertheit Evitas bilden einen unüberbrückbaren Gegensatz. Darüber hinaus belasten Evita das umfangreiche Programm, das sie als Staatsgast zu absolvieren hat, und die protokollarischen Zwänge. Erst mit einer Rundfunkansprache, in der sie sich als Streiterin für die Rechte der einfachen Menschen darstellt, findet Evita zu ihrer gewohnten Stärke zurück.
Evitas Rede verfolgen auch Paca und ihre Tochter Valia. Nachdem ihr Versuch, dem argentinischen Botschafter das Gnadengesuch für Juana Doña zu übergeben, scheiterte, schöpft Paca Mut für einen weiteren Versuch, Evita das Gnadengesuch zukommen zu lassen.
Während Juana Doña auf ihre Hinrichtung wartet, gelingt es Paca und ihrem Enkelsohn Alexis endlich, die Aufmerksamkeit der abgeschirmten Evita auf sich zu lenken. Diese nimmt das Gnadengesuch entgegen, liest es auf der Stelle und verspricht, sich der Sache anzunehmen. Die ohnehin schwierige Beziehung zwischen Evita und Francos Ehefrau Carmen Polo wird einer weiteren Belastung ausgesetzt, als Carmen das Gnadengesuch findet.

## Kritik
Vom Inhalt her ist der Film ein Damenduell: Evita aus Argentinien gegen Carmen Polo, die Frau des Diktators Franco. Sie agieren an der gesellschaftlichen Oberfläche der Macht. Und die Kommunistin Juana (Nora Navas) sitzt im Gefängnis. Ihr fällt die Opferrolle zu, die erlöst werden wird.
Der Unterhaltungswert ist unbestritten hoch. Regisseur Villaronga hat sowohl recherchiert als auch seine Ideen in Bild und Sprache gefasst. Er nimmt Evitas (Julieta Cardinali) Staatsbesuch bei Franco 1947 zum Anlass für die Auseinandersetzungen.
Hier kämpft Idee und Moral gegen altbackenen Konservatismus, Menschlichkeit gegen Unterdrückung. Evita tritt für die Verbesserung der Lage der Armen (der ‚Descamisados‘) ein, Carmen Polo (Ana Torrent) nicht ohne Eigennutz für den Erhalt der Macht ihres Mannes. Was Herkunft und Einstellung angeht, liegen zwischen beiden Frauen Welten. Sie liefern sich pfiffige Rededuelle, in denen Evita stets die Überlegene bleibt, egal ob es um Mode oder Etikette geht. Und mit ihr siegt immer zugleich der gesunde Menschenverstand. Domestiken und Ratgeber liefern weitere Komik. Die gut gecasteten Darsteller ähneln auffallend den Figuren, die sie darstellen. Und die geschickt eingeblendeten Originalaufnahmen (mal echte mal gestaltete) untermauern das, indem sie von s/w zur Farbe wechseln.
Durch das Folteropfer Juana, deren Mutter (Carmen Maura) und ihren Enkel bekommt der Film mehr menschliche Farbigkeit und emotionalen Tiefgang. Und das tränenfreie Ende wie überhaupt der ganze Schluss rechtfertigen die verliehenen Preise. Die Gefahr, in die Herz-Schmerz-Ecke zu rutschen, bestand durchaus.

## Auszeichnungen
Der Film „Brief an Evita“ erhielt 2013 zahlreiche Auszeichnungen: die Silbermedaille (in der Kategorie beste Miniserie) beim World Media Festival in Hamburg und die Goldmedaille beim Internationalen Festival in New York. Auch konnte er zwei Preise beim Internationalen Festival der Audiovisuellen Programme in Biarritz erringen: bestes Drehbuch für Villaronga, Alfred Pérez und Roger Danès; und beste Schauspielerin für Julieta Cardinali. Diese wurde auch als außerordentliche Schauspielerin für „Brief an Evita“ beim Monte-Carlo TV Festival 2013 ausgezeichnet.